# Dragoner-Regiment „Freiherr von Manteuffel“ (Rheinisches) Nr. 5

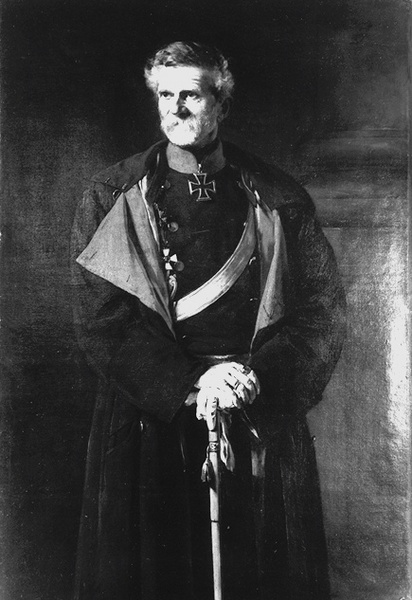
Der erste Regimentschef und spätere Namensgeber, Generalfeldmarschall Edwin von Manteuffel

Das Dragoner-Regiment „Freiherr von Manteuffel“ (Rheinisches) Nr. 5 war ein Kavallerieverband der Preußischen Armee.

## Geschichte
Der Verband wurde am 7. Mai 1860 (Stiftungstag) durch A.K.O. als 1. kombiniertes Dragoner-Regiment aus der 5. Eskadron der Husaren-Regimenter Nr. 7, 9 und 11 sowie der 4. Eskadron des Husaren-Regiment Nr. 8 errichtet. Als Friedensgarnisonen wurden für den Stab, die 1. und 2. Eskadron Salzwedel, für die 3. und 4. Eskadron Gardelegen bestimmt. Ab 4. Juli 1860 führte der Verband die Bezeichnung Rheinisches Dragoner-Regiment (Nr. 5). Die Klammer entfiel zum 7. Mai 1861. Ende 1864 verlegte das Regiment nach Flensburg und Hadersleben. Nach dem Deutschen Krieg bezog der Verband dann seine Garnison Ende 1866 in Frankfurt am Main und Mainz. Seit dem 27. September 1875 war der Verband komplett in Hofgeismar stationiert.
Durch A.K.O. vom 27. Januar 1889 wurde dem Regiment seine endgültige Bezeichnung Dragoner-Regiment „Freiherr von Manteuffel“ (Rheinisches) Nr. 5 zugeteilt.

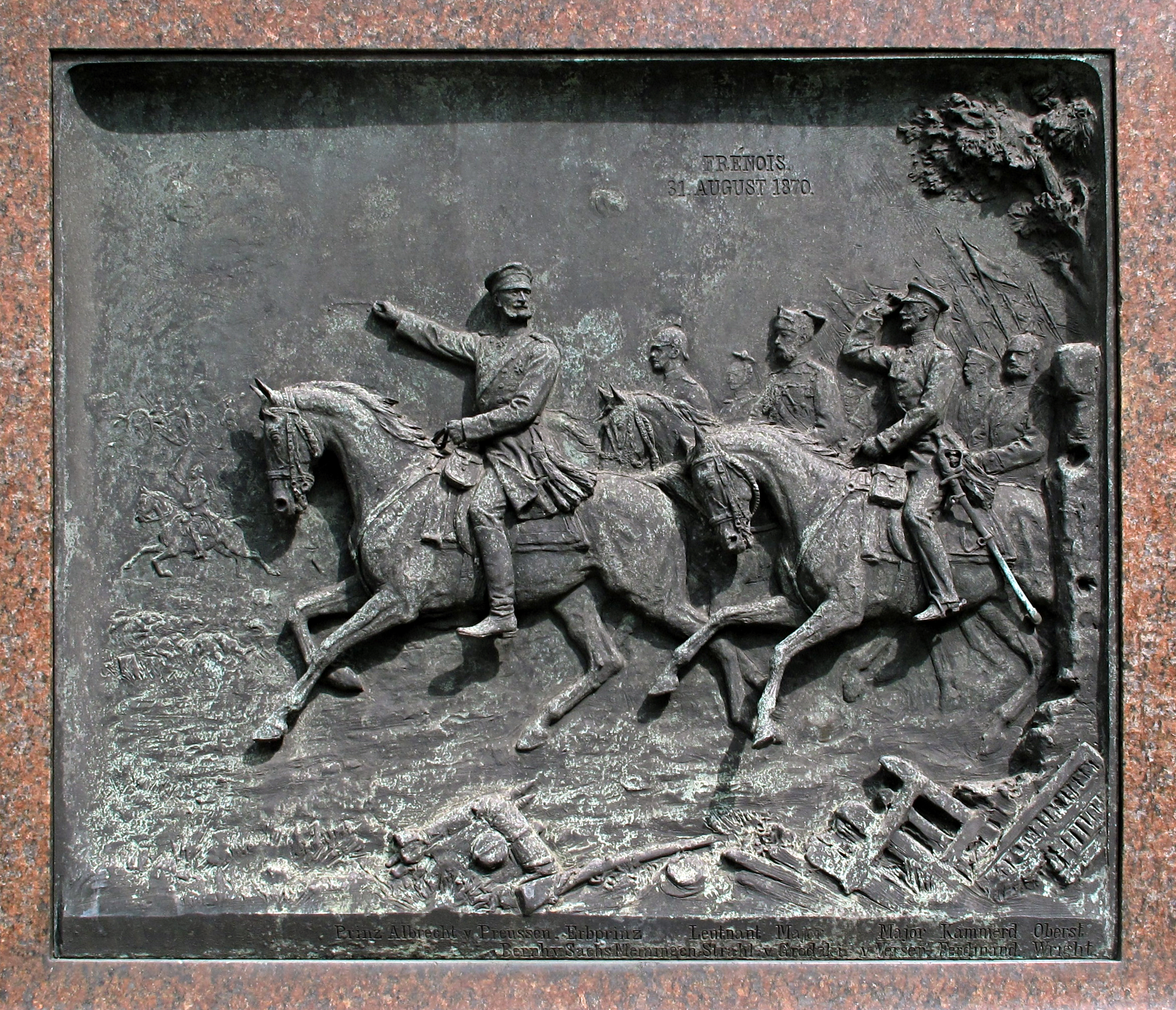
Oberst Wright (erster von rechts) am 31. August 1870 bei der „Verfolgung des Feindes über Frenois auf Sedan“ auf einem Relief des Prinz-Albrecht-Denkmals

### Deutscher Krieg
Während des Deutschen Krieges waren die Dragoner an Kämpfen im Raum Hannover sowie an der Schlacht bei Langensalza beteiligt. Anschließend kam der Verband zur Main-Armee unter General Manteuffel. Hier beteiligte sich das Regiment am Vormarsch auf Fulda und an Gefechten gegen bayerische Truppen. Im Juli schloss sich der Vormarsch über Frankfurt am Main in den Odenwald mit Kämpfen an der Tauber an. Am 2. August fanden die letzten Kämpfe bei Würzburg statt.

### Deutsch-Französischer Krieg
Das Regiment wurde zu Beginn des Krieges gegen Frankreich 1870 zunächst im Grenzschutz in der Pfalz eingesetzt. Es folgte die Teilnahme an der Schlacht bei Sedan mit anschließendem Vormarsch auf Paris. Dann nahmen die Dragoner an Kämpfen gegen die französische Loire-Armee teil. Im Januar 1871 kehrte das Regiment in die Heimatgarnisonen zurück.

### Erster Weltkrieg
Zu Beginn des Ersten Weltkriegs marschierte das Regiment im August 1914 nach Westen, wo es zu mit vereinzelten Grenzgefechten kam, bis Ende März 1915 folgten Patrouillen- und Sicherungsdienste in Ostbelgien. Danach verlegte man die Dragoner an die Ostfront. Dort im Bewegungskrieg in Litauen und Kurland eingesetzt, nahm das Regiment im September 1915 an der Schlacht bei Wilna teil. Daran schlossen sich Stellungskämpfe in Russisch-Polen und Galizien bis Herbst 1916 an. Bis Februar 1917 folgte die Teilnahme am Feldzug gegen Rumänien. Danach wurde es wieder in den Westen verlegt und erhielt Grenzschutzaufgaben an der holländischen Grenze. Am Ende des Jahres wurden die Dragoner infanteristisch ausgebildet und zur Durchführung von Etappendiensten im Bereich der Siegfriedstellung in Frankreich eingesetzt. Danach erfolgte wieder eine Verlegung in den Osten. Es stand zusammen mit dem Husaren-Regiment Nr. 14 als Schützen-Regiment Preußen im infanteristischen Kampfeinsatz. Im Juni 1918 wurde das Regiment wieder beritten gemacht und unternahm bis Kriegsende Sicherungsaufgaben in der Ukraine.

### Verbleib
Nach dem Waffenstillstand von Compiègne trat das Regiment unter ständigen Kämpfen den Rückmarsch an und traf am 28. Februar 1919 in Hofgeismar ein. Anschließend erfolgte die Demobilisierung und Auflösung des Verbandes.
Die Tradition übernahm in der Reichswehr durch Erlass des Chefs der Heeresleitung General der Infanterie Hans von Seeckt vom 24. August 1921 die 2. Eskadron des 16. Reiter-Regiments in Hofgeismar.

## Regimentschef
| Dienstgrad                                                    | Name                   | Datum                                    |
| ------------------------------------------------------------- | ---------------------- | ---------------------------------------- |
| Generalleutnant/ General der Kavallerie/ Generalfeldmarschall | Edwin von Manteuffel   | 09. September 1866 bis 17. Juni 1885     |
| General der Kavallerie                                        | Carl Theodor in Bayern | 05. September 1897 bis 30. November 1909 |
| General der Kavallerie                                        | Alfons von Bayern      | 16. Juni 1913 bis Auflösung              |

## Kommandeure
| Dienstgrad                  | Name                      | Datum                                                         |
| --------------------------- | ------------------------- | ------------------------------------------------------------- |
| Major/Oberstleutnant        | Wilhelm von Schoenermarck | 04. Juli 1860 bis 27. September 1863                          |
| Oberstleutnant/Oberst       | Hermann von Wedell        | 28. September 1863 bis 8. Juni 1868                           |
| Oberstleutnant/Oberst       | Charles Harrison Wright   | 09. Juni 1868 bis 31. August 1870                             |
| Major                       | Alfred von Kaphengst      | 08. August bis 12. Dezember 1871 (mit der Führung beauftragt) |
| Oberstleutnant/Oberst       | Alfred von Kaphengst      | 13. Dezember 1871 bis 1. Januar 1876                          |
| Major                       | Heinrich von Hagen        | 02. bis 10. Januar 1876 (mit der Führung beauftragt)          |
| Major/Oberstleutnant/Oberst | Heinrich von Hagen        | 11. Januar 1876 bis 2. Juni 1882                              |
| Major                       | Carl von Porembsky        | 03. bis 13. Juni 1882 (mit der Führung beauftragt)            |
| Oberstleutnant/Oberst       | Carl von Porembsky        | 14. Juni 1882 bis 7. März 1887                                |
| Major                       | Wilhelm von Hantelmann    | 08. März bis 6. Juli 1887 (mit der Führung beauftragt)        |
| Oberstleutnant/Oberst       | Wilhelm von Hantelmann    | 07. Juli 1887 bis 28. Juni 1891                               |
| Oberstleutnant              | Constantin von Braun      | 29. Juni bis 21. August 1891 (mit der Führung beauftragt)     |
| Oberstleutnant/Oberst       | Constantin von Braun      | 22. August 1891 bis 18. März 1896                             |
| Major                       | Walter von Wittich        | 19. März bis 15. Juni 1896 (mit der Führung beauftragt)       |
| Oberstleutnant              | Walter von Wittich        | 16. Juni 1896 bis 19. Juli 1899                               |
| Major                       | Hans von Keller           | 20. Juli bis 17. August 1899 (mit der Führung beauftragt)     |
| Oberstleutnant/Oberst       | Hans von Keller           | 18. August 1899 bis 17. April 1903                            |
| Oberstleutnant/Oberst       | Karl von Meyer            | 18. April 1903 bis 27. Februar 1908                           |
| Oberst                      | Hermann Brecht            | 28. Februar 1908 bis 17. Oktober 1909                         |
| Oberstleutnant/Oberst       | Wilhelm von Graevenitz    | 18. Oktober 1909 bis 17. April 1913                           |
| Oberstleutnant/Oberst       | Alfred von Hülst          | 18. April 1913 bis 3. August 1914                             |
| Oberstleutnant              | Maximilian von Niesewand  | 04. August 1914 bis 15. Juli 1917                             |
| Oberstleutnant              | William Halling           | 16. Juli bis 15. August 1917                                  |
| Major/Oberstleutnant        | Wilhelm von Harnier       | 16. August 1917 bis Auflösung                                 |

## Uniform
Die Dragoner trugen einen kornblumenblauen Waffenrock und eine anthrazitfarbene Hose. Der Waffenrock war mit schwedischen Aufschlägen ausgestattet.
Die sogenannte Abzeichenfarbe des Regiments war ponceaurot. Von dieser Farbe waren die Ärmelaufschläge, der Stehkragen, die Epaulettenfelder und Passanten. Die Knöpfe und Beschläge waren aus Tombak. Von der linken Schulter zur rechten Hüfte lief ein weißes Bandelier mit schwarzer Kartusche. Bandelier und Kartusche wurden zum Ausgehanzug und zum Gesellschaftsanzug nicht getragen. Der Helm war mit dem preußischen Dragoneradler und mit Schuppenketten versehen. Die Landeskokarde war schwarz-weiß, ebenso die Lanzenflagge der Mannschaften. Die Lanzenflagge der Unteroffiziere war weiß mit einem schwarzen preußischen Adler.
Bereits mit A.K.O. vom 14. Februar 1907 befohlen und ab 1909/10 schrittweise eingeführt, wurde anlässlich des Kaisermanövers 1913 die bunte Uniform erstmals durch die feldgraue Felddienstuniform (M 1910) ersetzt. Das Lederzeug und die Stiefel waren naturbraun, der Helm wurde durch einen schilffarbig genannten Stoffüberzug bedeckt. Das Bandelier und die Kartusche wurden zu dieser Uniform nicht mehr angelegt.